# Siboulbié
Siboulbié est une localité située dans le département de Gaoua de la province du Poni dans la région Sud-Ouest au Burkina Faso.

## Santé et éducation
Le centre de soins le plus proche de Siboulbié est le centre hospitalier régional (CHR) de la province à Gaoua.